# Der Zirkus

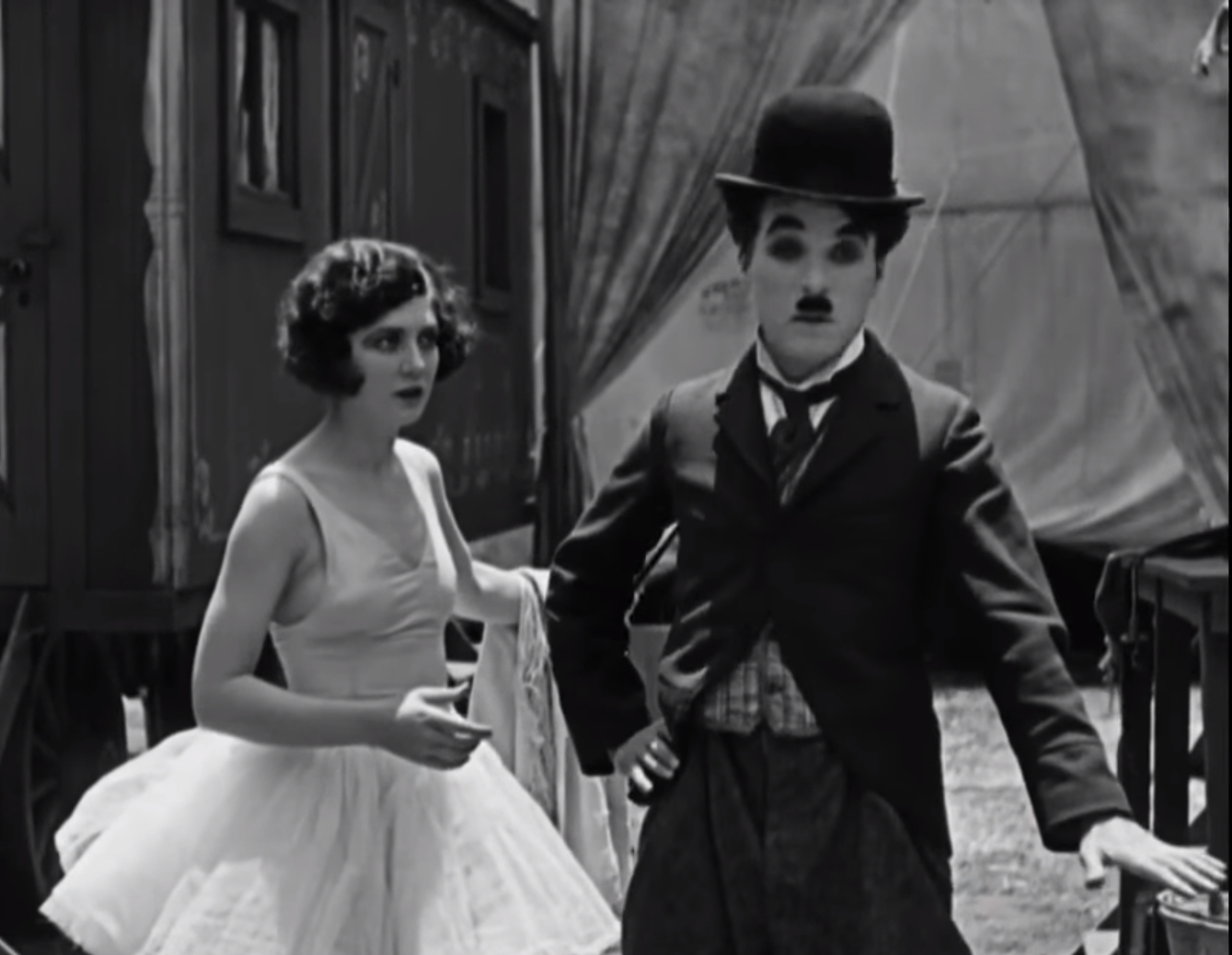
Charlie Chaplin und Merna Kennedy - Screenshot aus dem Film The Circus (1928)

Der Zirkus (englischer Originaltitel: The Circus) ist eine Stummfilm-Komödie von Charlie Chaplin aus dem Jahr 1928.

## Handlung
Der Tramp wird fälschlicherweise des Taschendiebstahls verdächtigt und von der Polizei gejagt. Auf der Flucht platzt er in eine Zirkusvorstellung und bringt das Publikum unfreiwillig zum Lachen. Daraufhin möchte der Zirkusdirektor ihn als Clown engagieren. Doch der Tramp kann nicht auf Befehl lustig sein, daher wird er nur als Requisiteur angestellt. Durch die Missgeschicke, die ihm dabei passieren, wird er zur Hauptattraktion des Zirkus – ohne selbst etwas davon zu ahnen und daher weiterhin mit demselben schlechten Gehalt. Erst Merna, eine Kunstreiterin und die Stieftochter des Direktors, öffnet dem Tramp die Augen und sorgt dafür, dass der Zirkusdirektor ihn nun ordentlich bezahlen muss. Merna wird von ihrem Stiefvater regelmäßig geschlagen. Indem der Tramp sich als Star der Vorstellungen für sie einsetzt, sorgt er auch dafür, dass der Zirkusdirektor sie nun besser behandelt.
Der Tramp verliebt sich in Merna und träumt von einer gemeinsamen Zukunft, insbesondere als eine Wahrsagerin Merna prophezeit, sie werde bald ihr Glück mit einem „großen, gutaussehenden Mann“ finden, der schon nahe bei ihr sei. Merna trifft allerdings kurz darauf den neu engagierten Seiltänzer Rex, in den sie sich auf der Stelle verliebt. Der Liebeskummer des Tramps wirkt sich auch auf seine Darbietungen aus, die immer unlustiger werden. Der eifersüchtige Tramp versucht sich stattdessen selbst mit mäßigem Erfolg als Seiltänzer. Als Rex für eine Darbietung nicht aufgefunden werden kann, schickt der skrupellose Zirkusdirektor den Tramp unter Lebensgefahr aufs Seil. Er übersteht den Seilakt trotz großer Gleichgewichtsprobleme sowie einiger Affen, die ihn massiv belästigen, ohne Absturz.
Als der Zirkusdirektor wenig später Merna wieder einmal schlägt und der Tramp ihn dafür verprügelt, wird er gefeuert. Merna will mit dem Tramp weglaufen, doch er ahnt, dass sie keine gemeinsame Zukunft haben können. Er sorgt stattdessen dafür, dass Rex und Merna heiraten können. Als der Zirkusdirektor am nächsten Tag Merna erneut schlagen will, erklärt Rex, dass sie nun seine Frau sei und er sie nicht schlagen solle. Während der reisende Zirkus abzieht, bleibt der Tramp alleine zurück.

## Produktion
Die Weltpremiere fand am 6. Januar 1928 im Strand Theatre in New York statt. Am 27. Januar wurde der Film im Grauman’s Chinese Theatre in Hollywood im Rahmen einer spektakulären Zirkusvorstellung erstmals präsentiert. Der Zirkus war der letzte von Chaplin während der Stummfilmära gedrehte Film, da sich Ende der 1920er-Jahre der Tonfilm durchsetzte. Seine nächsten Filme Lichter der Großstadt (1931) und Moderne Zeiten (1936) waren noch stumm, doch zu diesem Zeitpunkt hatte sich bereits der Tonfilm durchgesetzt.
Für Chaplin waren die elfmonatigen Dreharbeiten zu Der Zirkus mit negativen Erinnerungen verbunden und er war auch am Ende mit seinem Film unzufrieden, was möglicherweise ein Grund dafür ist, dass er den Film in seiner 1964 erschienenen Autobiografie nur in einem Satz erwähnt. Erst in der seiner Nachbearbeitung des Filmes Ende der 1960er-Jahre näherte sich Chaplin seinem Werk an.
Der Durchbruch des Tonfilms mit Der Jazzsänger während der Dreharbeiten stellte Chaplin vor eine unsichere Zukunft, da er als Stummfilmkomiker schon von vielen als Relikt der Vergangenheit gesehen wurde – insbesondere da Chaplins Komik nicht zuletzt aus Pantomimenspiel bestand. Daher galt als unsicher, wie der Film an den Kinokassen während dieses Umbruchs zum Tonfilm aufgenommen werden würde. Im September 1926 brach zudem ein Feuer im Drehstudio aus, das die Dreharbeiten um zwei Monate verzögerte.
Das größte Problem Chaplins war allerdings wahrscheinlich der Scheidungsskandal mit seiner Ehefrau Lita Grey, die er 1924 mit erst 16 Jahren geheiratet hatte. Im Verlaufe der Schlammschlacht kamen Details über Chaplins angeblich schmutziges Sexualleben an die Öffentlichkeit, auch wurden mehrere Affären publik. Am Filmset hatte Chaplin eine Affäre mit seiner Hauptdarstellerin Merna Kennedy, die pikanterweise zugleich auch eine gute Freundin von Grey war. Während des Scheidungsprozesses wurde Chaplins Vermögen zeitweise eingefroren, auch da der Staat zugleich Chaplin der Steuerhinterziehung in Höhe von rund einer Million US-Dollar beschuldigte. Am Ende einigten sich Chaplin und Grey darauf, dass sie fast eine Million US-Dollar erhalten würde. Trotzdem war die Scheidung von Grey ein dauerhafter Imageschaden für Chaplin. Gegen Ende der Dreharbeiten zu Der Zirkus erlitt er einen Nervenzusammenbruch.
Die Handlung weist einige Ähnlichkeiten zu der 1925 erschienenen Stummfilmkomödie Max, der Zirkuskönig des französischen Komikers Max Linder auf. Dies war Linders letzter Film, da er wenig später gemeinsam mit seiner Frau Suizid beging. Chaplin hatte den Verstorbenen stets als Vorbild gesehen und sich insbesondere in frühen Jahren stark beeinflussen lassen. Daher wird Der Zirkus gelegentlich auch als Hommage an Linder gesehen. Chaplin hatte allerdings selbst bereits seit etwa 1920 an der Idee einer Zirkuskomödie gearbeitet. Für die Szene mit den Affen auf dem Seil lernte Chaplin extra das Seiltanzen, da er sie unbedingt weitgehend ohne Tricks drehen wollte.
Den Vertrieb übernahm die United Artists, da Chaplin Anteilseigner des Filmunternehmens war. Die von Chaplin und später seinen Erben kontrollierte Roy Export Company Establishment ist der jetzige Rechteinhaber.

## Musik
Die Nachbearbeitung des Films war zwischen Chaplin und Hanns Eisler 1948 bereits vertraglich vereinbart, wegen der Vorladung zum „Unamerican Committee“ kam es für Eisler jedoch nicht zustande.
Charlie Chaplin schrieb die Musik für die Wiederveröffentlichung des Films Ende der 1960er-Jahre und sang selbst das Titelstück Swing Little Girl ein. Die neue Fassung von Chaplin hatte am 15. Dezember 1969 ihre Weltpremiere in New York.

## Auszeichnungen
Chaplin war für seine Darstellung in dem Film Der Zirkus bei der Oscarverleihung 1929 in der Kategorie 'Bester Darsteller' nominiert. Die Academy of Motion Picture Arts and Sciences entschied aber, Chaplin aus dem Rennen zu nehmen und ihm stattdessen einen Ehrenoscar für „seine Wandlungsfähigkeit und sein Genie als Autor, Darsteller, Regisseur und Produzent“ von Der Zirkus zu verleihen.

## Kritiken
Der Zirkus wurde ein kommerzieller Erfolg, blieb allerdings leicht hinter dem Einspielergebnis seines vorherigen Filmes Goldrausch zurück. Auch einige Kritiker bemängelten, dass Goldrausch künstlerisch ambitionierter gewesen und der neuere somit ein Rückschritt für Chaplin gewesen sei. Trotzdem erhielt der Film insgesamt gute Kritiken, für viele war der Film ein wenig eine Rückkehr zu Chaplins klassischem Slapstick, der ihn berühmt gemacht hatte. Beim US-amerikanischen Kritikerportal Rotten Tomatoes fallen alle 18 Kritiken positiv aus, was eine Wertung von 100 % bedeutet.
Voll des Lobes zeigt sich das Lexikon des internationalen Films: „Chaplins zweites Großprojekt […] markiert das Ende seiner Stummfilmperiode. Deutlicher als zuvor mischt sich in das virtuos entfesselte Feuerwerk grotesker Gags ein Unterton der Melancholie: Ein Balanceakt zwischen Komik und Tragik mit dem Geschmack der Bitterkeit.“ Als der Film 41 Jahre nach seiner Uraufführung wieder im Kino zu sehen war, gelangte der Evangelische Film-Beobachter zu folgender Einschätzung: „Wieder ist Charlie der tragikomische Held, der kleine Vagabund, über den man sich ausschütten kann vor Lachen, der einen aber auch sentimental und wehmütig und melancholisch zu stimmen in der Lage ist. Sehr empfehlenswert (ab 10).“